# Campeonato Sul-Americano de Atletismo em Pista Coberta de 2020
O Campeonato Sul-Americano de Atletismo em Pista Coberta de 2020 foi a edição inaugural do campeonato. Foi organizado pela CONSUDATLE em Cochabamba, na Bolívia, entre 1 e 2 de fevereiro de 2020. Foram disputadas 26 provas no campeonato, no qual participaram 101 atletas de 11 nacionalidades. 

## Medalhistas
Os resultados foram os seguintes. 

### Masculino
| Evento                 | Ouro                                                                    | Ouro    | Prata                                                                            | Prata               | Bronze                            | Bronze                            |
| ---------------------- | ----------------------------------------------------------------------- | ------- | -------------------------------------------------------------------------------- | ------------------- | --------------------------------- | --------------------------------- |
| 60 metros              | Jeffrey Vanan (SUR)                                                     | 6.80    | Rafael Vásquez (VEN)                                                             | 6.85                | Franco Florio (ARG)               | 6.85                              |
| 200 metros             | Virjilio Griggs (PAN)                                                   | 20.81   | Rafael Vásquez (VEN)                                                             | 21.34               | Franco Florio (ARG)               | 21.89                             |
| 400 metros             | Elian Larregina (ARG)                                                   | 47.52   | Marco Vilca (PER)                                                                | 47.84               | Anderson Henriques (BRA)          | 47.91                             |
| 800 metros             | Lucirio Antonio Garrido (VEN)                                           | 1:53.54 | Marco Vilca (PER)                                                                | 1:54.11             | Alejandro Peirano (CHI)           | 1:54.52                           |
| 1 500 metros           | Federico Bruno (ARG)                                                    | 3:56.88 | Santiago Catrofe (URU)                                                           | 3:58.18             | Yessy Apaza (BOL)                 | 4:00.36                           |
| 3 000 metros           | Juan Jorge Gonzáles (BOL)                                               | 8:31.90 | Ruben Erick Arando (BOL)                                                         | 8:41.17             | Apenas dois finalistas            | Apenas dois finalistas            |
| 60 metros barreiras    | Gabriel Constantino (BRA)                                               | 7.78    | Eduardo Rodrigues de Deus (BRA)                                                  | 7.81                | Agustín Carrera (ARG)             | 7.87                              |
| 4×400 metros estafetas | Bolívia · Fernando Copa · Pablo Abán · Tito Hinojosa · Sebastián Vargas | 3:25.61 | Argentina · Franco Florio · Maximiliano Díaz · Agustín Carrera · Elian Larregina | 3:29.45             | Apenas duas equipes participantes | Apenas duas equipes participantes |
| Salto em altura        | Fernando Ferreira (BRA)                                                 | 2.25    | Eure Yáñez (VEN)                                                                 | 2.22                | Thiago Moura (BRA)                | 2.19                              |
| Salto com vara         | Germán Chiaraviglio (ARG)                                               | 5.50    | Apenas um finalista                                                              | Apenas um finalista |                                   |                                   |
| Salto em comprimento   | Alexsandro de Melo (BRA)                                                | 8.08    | Leodan Torrealba (VEN)                                                           | 7.72                | José Luis Mandros (PER)           | 7.72                              |
| Salto triplo           | Alexsandro de Melo (BRA)                                                | 17.10   | Mateus de Sá (BRA)                                                               | 16.62               | Maximiliano Díaz (ARG)            | 16.52                             |
| Arremesso de peso      | Willian Dourado (BRA)                                                   | 19.09   | Ignacio Carballo (ARG)                                                           | 18.76               | Aldo González (BOL)               | 18.73                             |

### Feminino
| Evento                 | Ouro                                                                           | Ouro    | Prata                           | Prata                          | Bronze                        | Bronze                   |
| ---------------------- | ------------------------------------------------------------------------------ | ------- | ------------------------------- | ------------------------------ | ----------------------------- | ------------------------ |
| 60 metros              | Rosângela Santos (BRA)                                                         | 7.34    | Natalia Linares (COL)           | 7.42                           | María Victoria Woodward (ARG) | 7.51                     |
| 200 metros             | Natalia Linares (COL)}                                                         | 24.19   | María Fernanda Mackenna (CHI)   | 24.24                          | Noelia Martínez (ARG)         | 24.41                    |
| 400 metros             | Tiffani Marinho (BRA)                                                          | 53.34   | María Fernanda Mackenna (CHI)   | 54.45                          | Geisa Coutinho (BRA)          | 54.75                    |
| 800 metros             | Déborah Rodríguez (URU)                                                        | 2:14.14 | Mariana Borelli (ARG)           | 2:16.99                        | María Marascia (COL)          | 2:17.98                  |
| 1 500 metros           | María Pía Fernández (URU)                                                      | 4:31.03 | Jhoselyn Camargo (BOL)          | 4:34.94                        | Mariana Borelli (ARG)         | 4:38.29                  |
| 3 000 metros           | Jhoselyn Camargo (BOL)                                                         | 9:55.68 | Edith Mamani (BOL)              | 10:00.72                       | Apenas dois finalistas        | Apenas dois finalistas   |
| 60 metros barreiras    | María Ignacia Eguiguren (CHI)                                                  | 8.40    | María Florencia Lamboglia (ARG) | 8.67                           | Diana Bazalar (PER)           | 8.85                     |
| 4×400 metros estafetas | Bolívia · Lucía Sotomayor · Alinny Delgadillo · Leticia Arispe · Cecilia Gómez | 4:00.77 | Apenas uma equipe participante  | Apenas uma equipe participante |                               |                          |
| Salto em altura        | Valdileia Martins (BRA)                                                        | 1.82    | Lorena Aires (URU)              | 1.79                           | Betsabé Páez (ARG)            | 1.73                     |
| Salto com vara         | Nicole Hein (PER)                                                              | 4.00    | Juliana Campos (BRA)            | 3.80                           | Apenas dois participando      | Apenas dois participando |
| Salto em comprimento   | Nathalee Aranda (PAN)                                                          | 6.58    | Aries Sánchez (VEN)             | 6.50                           | Eliane Martins (BRA)          | 6.44                     |
| Salto triplo           | Liuva Zaidívar (ECU)                                                           | 13.52   | Valeria Quispe (BOL)            | 13.12                          | Silvana Segura (PER)          | 13.07                    |
| Arremesso de peso      | Geisa Arcanjo (BRA)                                                            | 17.09   | Ivana Gallardo (CHI)            | 16.53                          | Apenas dois participando      | Apenas dois participando |

## Quadro de medalhas
| Ordem | País      | Medalha de ouro | Medalha de prata | Medalha de bronze | Total |
| ----- | --------- | --------------- | ---------------- | ----------------- | ----- |
| 1     | Brasil    | 9               | 3                | 4                 | 16    |
| 2     | Bolívia   | 4               | 4                | 2                 | 10    |
| 3     | Argentina | 3               | 4                | 8                 | 15    |
| 4     | Uruguai   | 2               | 2                | 0                 | 4     |
| 5     | Panamá    | 2               | 0                | 0                 | 2     |
| 6     | Venezuela | 1               | 5                | 0                 | 6     |
| 7     | Chile     | 1               | 3                | 1                 | 5     |
| 8     | Peru      | 1               | 2                | 3                 | 6     |
| 9     | Colômbia  | 1               | 1                | 1                 | 3     |
| 10    | Equador   | 1               | 0                | 0                 | 1     |
| 10    | Suriname  | 1               | 0                | 0                 | 1     |
|       | TOTAL     | 26              | 24               | 19                | 69    |

## Participantes
11 federações membros da CONSUDATLE participaram do campeonato.
| - Argentina (17) - Bolívia (29) - Brasil (19) - Chile (7) - Colômbia (3) | - Equador (1) - Panamá (8) - Peru (6) - Suriname (2) - Uruguai (4) - Venezuela (5) |

Legenda
| Recorde mundial       | Recorde mundial (World record)               |                       | Recorde africano                      | Recorde africano (African) |                                           | Q | Classificado por posição (Qualified) |
| Recorde do campeonato | Recorde do campeonato (Championship record)  | Recorde da América    | Recorde da América (Americas)         | q                          | Classificado por melhor tempo (Qualified) |   |                                      |
| Melhor marca do ano   | Melhor marca do ano (World leading)          | Recorde asiático      | Recorde asiático (Asian)              | DNS                        | Não largou (Did not start)                |   |                                      |
| Recorde nacional      | Recorde nacional (National record)           | Recorde europeu       | Recorde europeu (European)            | DNF                        | Não terminou (Did not finish)             |   |                                      |
| Recorde pessoal       | Recorde pessoal do atleta (Personal best)    | Recorde da Oceania    | Recorde da Oceania (Oceania)          | DSQ / DQ                   | Desclassificado (Disqualified)            |   |                                      |
| Recorde da temporada  | Recorde da temporada do atleta (Season best) | Recorde sul-americano | Recorde sul-americano (South America) | NM                         | Sem marca (No mark)                       |   |                                      |